# Patrick Brammall
Patrick Brammall (Canberra; 30 de marzo de 1976) es un actor australiano, conocido principalmente por haber interpretado a Matt Marione en The Alice, a Steve Yunnane en Canal Road y a Sean Moody en la serie A Moody Christmas.

## Carrera
En el 2004 interpretó a Matt Marione en la película The Alice; un año más tarde interpretó nuevamente a Matt entonces en la serie australiana del mismo nombre, del 2005 al 2006.
En el 2007 apareció como personaje recurrente de la popular serie australiana Home and Away donde interpretó a Ethan Black, un amigo de Kelli Vale que la ayuda en sus crímenes. Al año siguiente apareció como invitado en un episodio de la serie médica All Saints donde dio vida a Theo Wellburn.
En el 2010 apareció en la película Griff the Invisible donde interpretó a Tim, el hermano de Giff (Ryan Kwanten).
En el 2012 se unió al elenco de la serie cómica A Moody Christmas donde interpretó a Sean Moody hasta el final de la serie.
En el 2013 se unió al elenco principal de la serie Upper Middle Bogan donde interpreta al arquitecto Danny Bright.
Ese mismo año apareció en la miniserie Power Games: The Packer-Murdoch Story donde interpretó a Rupert Murdoch, un empresario y magnate australiano.
En el 2014 interpretará nuevamente a Sean Moody ahora en la serie The Moodys, la cual es una secuela de la serie "A Moody Christmas".
Ese mismo año se unió al elenco principal de la quinta temporada de la serie Offspring donde interpretó al partero Leo Taylor, hasta el segundo episodio de la sexta temporada en el 2016 después de que su personaje decidiera irse con su nueva novia Claire (Jessica Clarke).
En el 2015 se unió al elenco principal de la serie Glitch donde dio vida al oficial James Hayes.
En marzo del 2016 se anunció que Patrick se había unido al elenco de la nueva serie Furst Born, donde dará vida nuevamente a Danny Bright. La serie es la adaptación de la serie australiana "Upper Middle Bogan" en donde Patrick interpreta a Danny.

## Filmografía

### Series de televisión
| Año             | Título                                          | Personaje         | Notas                             |
| --------------- | ----------------------------------------------- | ----------------- | --------------------------------- |
| 2017 - presente | No Activity                                     | Det. Nick Cullen  | 8 episodios                       |
| 2013 - presente | Upper Middle Bogan                              | Danny Bright      | 24 episodios                      |
| 2015 - presente | Glitch                                          | Sgt. James Hayes  | 12 episodios                      |
| 2017            | The Letdown                                     | Scott             | 2 episodios                       |
| 2015 - 2016     | No Activity                                     | Hendy             | 12 episodios                      |
| 2014 - 2016     | Offspring                                       | Leo Taylor        | 12 episodios                      |
| 2016            | Life in Pieces                                  | Clinton           | episodio "Party Lobster Gym Sale" |
| 2014            | The Moodys                                      | Sean Moody        | 8 episodios                       |
| 2013            | Power Games: The Packer-Murdoch Story           | Rupert Murdoch    | 2 episodios - miniserie           |
| 2013            | The Elegant Gentleman's Guide to Knife Fighting | Varios Personajes | 6 episodios                       |
| 2012            | A Moody Christmas                               | Sean Moody        | 6 episodios                       |
| 2012            | The Strange Calls                               | Sgt. Neil Lloyd   | 6 episodios                       |
| 2012            | Lowdown                                         | Clive McGann      | episodio "Ben Behaving Badly"     |
| 2011            | Some Say Love                                   | Varios Personajes | episodio "Pilot"                  |
| 2011            | At Home With Julia                              | Bernard           | episodio "Citizen's Assembly"     |
| 2010            | The Librarian                                   | Stuart            | episodio "Tsukiji"                |
| 2009            | East West 101                                   | Matt Johnson      | episodio "Another Life"           |
| 2009            | Rush                                            | Milos Fink        | episodio # 2.10                   |
| 2008            | Canal Road                                      | Steve Yunnane     | 13 episodios                      |
| 2008            | All Saints                                      | Theo Wellburn     | episodio "The Hand You're Dealt"  |
| 2007            | Home and Away                                   | Ethan Black       | 26 episodios                      |
| 2005 - 2006     | The Alice                                       | Matt Marione      | 22 episodios                      |

### Películas
| Año  | Título              | Personaje    | Notas |
| ---- | ------------------- | ------------ | --- |
| 2014 | The Little Death    | Richard      | junto a Bojana Novakovic, Josh Lawson, Damon Herriman, Lachy Hulme, Ben Lawson, Lisa McCune y Zoe Carides   |
| 2014 | Super Awesome!      | Fairfax Ward | junto a Krew Boylan, Rupert Reid, Rob Carlton, Matt Zeremes, Guy Edmonds, Annie Maynard y Brett Stiller     |
| 2012 | Stuffed             | Michael      | corto - junto a Shaun Micallef, Nicole da Silva, Kate Jenkinson y Andy McDougall                            |
| 2011 | dik                 | Robert       | corto - junto a Alexa Ashton y Keilan Grace                                                                 |
| 2011 | Bars and Tone       | Vince        | corto - junto a Daniel Henshall, Justin Smith, Matthew Moore y Khanh Trieu                                  |
| 2010 | Griff the Invisible | Tim          | junto a Ryan Kwanten, Maeve Dermody, Toby Schmitz, Marshall Napier y Anthony Phelan                         |
| 2010 | Hawke               | Kim Beazley  | junto a Felix Williamson, Asher Keddie, Sacha Horler, Paul Denny, Lliam Amor, Josh Lawson y Paul Gleeson    |
| 2010 | Shock               | Dan          | corto - junto a Josh Quong Tart, Felix Williamson, Damon Herriman y Helen Dallimore                         |
| 2004 | Heartworm           | Daniel       | corto - junto a Hamish Michael, Samantha Tolj, Christopher Brown                                            |
| 2004 | The Alice           | Matt Marione | junto a Erik Thomson, Jessica Napier, Brett Stiller, Andrew McFarlane, Christopher Stollery y Damien Garvey |

### Escritor
| Año  | Título                                          | Notas                     |
| ---- | ----------------------------------------------- | ------------------------- |
| 2013 | The Elegant Gentleman's Guide to Knife Fighting | escritor - episodio # 1.5 |

### Teatro
| Año        | Obra                            | Personaje         | Director (a)          | Teatro               | Notas                                                                 |
| ---------- | ------------------------------- | ----------------- | --------------------- | -------------------- | --------------------------------------------------------------------- |
| 2012       | Death of a Salesman             | Biff              | -                     | Belvoir St. Theatre  | junto a Genevieve Lemon, Colin Friels y Hamish Michael                |
| 2011       | The Importance of Being Earnest | -                 | Simon Phillips        | Sumner Theatre       | junto a Emily Barclay, Geoffrey Rush y Toby Schmitz                   |
| 2011       | Clybourne Park                  | -                 | Peter Evans           | Sumner Theatre       | junto a Laura Gordon, Luke Ryan y Alison Whyte                        |
| 2011       | The White Guard                 | -                 | Andrew Upton          | Sydney Theatre       | junto a Jonathan Biggins, Alan Dukes, Ashley Lyons y Miranda Otto     |
| 2011       | Apología                        | -                 | Shaun Gurton          | -                    | junto a Ian Bliss, Laura Gordon y Robyn Nevin                         |
| 2010       | The Ugly One                    | -                 | Peter Evans           | Melbourne Theatre    | junto a Alison Bell, Kim Gyngell y Luke Ryan                          |
| 2009       | Moonlight & Magnolias           | David O. Selznick | Bruce Beresford       | Melbourne Theatre    | junto a Stephen Lovatt, Marg Downey y Nicholas Hammond                |
| 2008       | Just Macbeth                    | -                 | Wayne Harrison        | -                    | junto a Pippa Grandison, John Leary y Mark Owen-Taylor                |
| 2008       | This is How it Goes             | -                 | -                     | Darlinghurst Theatre | junto a Wayne McDaniel y Rebecca Rocheford Davies                     |
| 2007       | Vital Organs                    | -                 | -                     | Belvoir St. Theatre  | junto a John Leary                                                    |
| 2007       | Plays: By Himself               | -                 | Toby Schmitz          | Old Fitz. Theatre    | junto a Mark Priestley, Leon Ford, Ewen Leslie y Bill Young           |
| 2006       | Blue Eyes and Heels             | -                 | Kim Hardwick          | Darlinghurst Theatre | junto a Sandra Eldridge y John McNeill                                |
| 2006       | Peribanez                       | -                 | Neil Armfield         | York Theatre         | junto a Marton Csokas, Sacha Horler y Leeanna Walsman                 |
| 2006       | The Suitors                     | -                 | Craig Ilott           | Old Fitz. Theatre    | junto a Simon Aylott, Zoe Carides y John Leary                        |
| 2004       | The Comedy of Errors            | -                 | John Bell             | Theatre Royal        | junto a Blazey Best, Darren Gilshenan y Christopher Stollery          |
| 2002, 2004 | The Glass Garden                | -                 | -                     | -                    | junto a James Brennan                                                 |
| 2003       | As You Like It                  | -                 | Lindy Davies          | -                    | junto a Robert Alexander, Linda Cropper y Damien Ryan                 |
| 2001       | Children of the Sun             | -                 | Gregori Ditiyatkovski | Grant St. Theatre    | junto a Simon Aylott, Angus Grant, Catherine Moore y Luke Mullins     |
| 1997       | Ghosts                          | -                 | Geoffrey Borny        | -                    | junto a Richard Anderson, Sarah Chalmers y Tony Turner                |
| 1996       | Amadeus                         | -                 | Tony Turner           | -                    | junto a Geoffrey Borny, Peter Morris, Phil O'Brien y Shannon Woollard |
| 1995       | Immaculate Conception           | -                 | Erica Cuneen          | -                    | junto a Anne Somes                                                    |

## Premios y nominaciones
| Año  | Categoría                               | Premio      | Serie             | Resultado |
| ---- | --------------------------------------- | ----------- | ----------------- | --------- |
| 2016 | Best Performance In A Television Comedy | AWGIE Award | No Activity       | Ganador   |
| 2016 | Most Outstanding Actor                  | Logie Award | Glitch            | Nominado  |
| 2015 | Best Performance in a Comedy            | AACTA Award | The Moodys        | Nominado  |
| 2014 | Comedy: Situation or Narrative          | AWGIE Award | The Moodys        | Nominado  |
| 2013 | Best Performance in a Television Comedy | AACTA Award | A Moody Christmas | Ganador   |